# GoldenEye 007 (2010)
GoldenEye 007 ist ein Remake des Ego-Shooters GoldenEye 007 von 1997. Es wurde von Eurocom entwickelt und 2010 von Activision für den Nintendo Wii veröffentlicht. Eine Version für den Nintendo DS wurde von n-Space entwickelt.
Das Spiel wurde offiziell von Nintendo auf der E3 2010 angekündigt. Es konnte nicht an die Erfolge des Nintendo 64 Klassikers anschließen, wurde jedoch dennoch von den Kritikern wohlwollend bewertet. Es stellt das vierte 007-Spiel dar, welches von Eurocom entwickelt wurde, das zweite unter Aufsicht von Activision.
Vorgänger war Ein Quantum Trost auf der PlayStation 2 zwei Jahre zuvor. Noch im selben Jahr erschien das James-Bond-Spiel Blood Stone.
Am 4. November 2011 erschien GoldenEye 007 Reloaded für Xbox 360 und PlayStation 3. Es legte das Remake erneut auf und ermöglichte höhere Auflösungen, wurde jedoch schlechter von der Fachpresse aufgenommen.

## Rezeption
GamePro merkte an, dass das Remake das Original in diesem Fall nicht einfach kopierte, sondern eine eigenständige Neuinterpretation darstellt. Sie basiere lose auf der Geschichte des Originals und enthält auch die wichtigsten Momente, enthält aber auch zahlreiche eigene Ideen. Hervorstechendes Merkmal ist die Verwendung des Gesichts von Daniel Craig anstelle von Pierce Brosnan. Das Spielprinzip ist aktuellen Genrestandards angeglichen und erlaubt so das Regenerieren von Hitpoints in sicherer Deckung. Auf der Wii kann das Spiel grafisch punkten. Die Bewegung der Charaktere ist durch Motion Capture realistisch. Die Sprachausgabe kann durch die deutschen Synchronstimmen der Filmdarsteller punkten. Der Online-Mehrspielermodus sowie die Alternative mittels Split Screen zählt ebenfalls zu den Stärken des Titels. Negativ bewertet wurde gelegentliche Einbrüche der Framerate.
Die Fassung für Nintendo DS ist der Wii-Version ebenbürtig.
Die Portierung auf Xbox 360 und PlayStation 3 wurde erheblich schlechter bewertet, da auf diesen Plattformen die Konkurrenz an qualitativ hochwertigeren Shootern vorlag. Positiv hervorgehoben wurde lediglich der umfangreiche Mehrspielermodus. Positiv bewertet wurden die überleitenden Zwischensequenzen. Das Spiel stelle eine Hommage an den Klassiker dar und ist grafisch als auch im Leveldesign stellenweise ähnlich ohne zu stark zu wiederholen. Die Dauer der Kampagne sei jedoch überschaubar und die KI zeige sichtbare Schwächen.